# José Xavier Crato
José Xavier Crato foi um governador colonial português.

## Biografia
Filho de Paulo Xavier Crato (Almeida, Almeida, 4 de Maio de 1782 - ?) e de sua mulher (Cabo Verde, Praia, Graça, Matriz) Ana Furtado.
Foi duas vezes, 73.º e 75.º Capitão-Mor de Cacheu, de Agosto de 1844 a 1846 e de 1848 a c. 1849, e 67.º Capitão-Mor em exercício de Bissau de Janeiro a Junho de 1871

## Casamento e descendência
Casou com Henriqueta Maria da Conceição dos Santos, da qual teve dois filhos: 
- António Xavier Crato (Guiné, 15 de Setembro de 1849 - ?), casado em Lisboa, Santa Isabel) com Maria Amélia de Almeida de Carvalho (Elvas, Assunção), filha de Manuel Júlio de Carvalho e de sua mulher Maria Fausta de Almeida, da qual teve dois filhos, o mais novo dos quais José Eduardo de Carvalho Crato
- Paulo Xavier Crato (c. 1850 - ?), Escrivão de Fazenda em Santiago, Cabo Verde, casado com Cecília Adelaide Barreiros Arrobas (13 de Setembro de 1863 - ?), filha dum primo em 2.º grau do 1.º Barão de Nossa Senhora da Luz e 1.º Visconde de Nossa Senhora da Luz, da qual teve dois filhos, sendo bisavô de Nuno Paulo de Sousa Arrobas Crato